# 탄생화
매월 누군가를 탄생한 달을 상징하는 꽃이 핀다. 그 꽃이 가지고 있는 특성은 그 달에 사람이 태어나면서 정해진다. 매월마다 생일화 (월별 탄생화)이라고 불리는 꽃을 가지고 있다.
생일화는 받는 사람의 생년월일과 관련된 꽃을 나타내는 용어이며, 일반적으로 해당 연도의 특정 달과 관련된 꽃이다. 보통 이런 분류는 플로리스트들이 제공하는 경우가 많다고 한다.
문화적으로 외관, 색상, 향기와 같은 꽃의 특성은 선물과 관과 생일을 축하하기 시작한 건 로마인이라고 여겨진다.
계절화는 장식용으로 사용된 것이 아니라 선물로도 사용되었으므로 탄생화의 전통으로 인정받을 수 있었다. 일부 사람들은 이런 전통에 영감을 받아 생일 꽃을 일 년 중 각 날과 연관시키는 목록을 만들었다.

## 탄생화 목록

### 영어권 스타일
| 월   | 꽃                      | 상징 |
| ---- | ----------------------- | --- |
| 1월  | 카네이션                | 사랑, 매력과 특별함. 어머니의 날, 스승의 날, 성 패트릭의 날 (초록)과 결혼식, 강건함, 미국 오하이오 주의 상징화.                                       |
| 2월  | 제비꽃/붓꽃             | 신의, 지혜와 희망, 당신이 항상 진실하다. 제비꽃은 사람들이 흔히 생각하는 보라색 말고 흰색도 나온다.                                                   |
| 3월  | 수선화                  | 봄, 부활, 가정의 행복, 존경, 존중, 그리고 우정. 수선화는 부활과 새로운 시작을 상징하는 전형적인 봄의 대명사이다.                                      |
| 4월  | 스위트 피               | 사랑, 젊음, 순결 |
| 5월  | 은방울꽃                | 사랑, 감사, 열정, 아름다움과 완벽함이다. 그 외의 의미는 색에 따라 다르다.                                                                             |
| 6월  | 나리꽃                  | 사랑, 감사합니다, 고마워 |
| 7월  | 제비고깔 (미나리아재비) | 우직함. 자연적인 아름다움은 상쾌한 향기와 함께 부드러운 색채에서 기인한다. 색마다 다른 의미가 있다. 분홍은 모순, 흰색은 행복한 본성, 자주색은 첫사랑. |
| 8월  | 글라디올러스            | 의지의 힘, 도덕적 고결함, 명예, 기억, 사랑의 열병 |
| 9월  | 아스타/물망초           | 인내, 우미와 기억. 이 꽃은 깊은 정신적인 사랑과 애정을 전한다.                                                                                        |
| 10월 | 금잔화                  | 맹렬함, 우아함, 헌신 |
| 11월 | 국화                    | 연민, 우정, 기쁨. 색에 따라서 빨간색은 사랑, 흰색은 무죄, 노란색은 짝사랑을 의미한다.                                                                 |
| 12월 | 포인세티아              | 용기, 성공, 당신은 특별한 존재(사람). 포인세티아는 빨강, 흰색, 분홍 3가지의 색상이 있다.                                                              |

### 미국식
| 월   | 꽃                   | 상징                                      |
| ---- | -------------------- | ----------------------------------------- |
| 1월  | 카네이션/스노우 드롭 | 매혹, 특별함, 사랑                        |
| 2월  | 앵초                 | 겸손, 특별함, 미덕                        |
| 3월  | 수선화               | 봄, 부활, 가정의 행복, 허영심             |
| 4월  | 스위트 피            | 작별 인사 또는 행복한 즐거움              |
| 5월  | 산사나무/은방울꽃    | 행복, 겸손, 다정함                        |
| 6월  | 장미                 | 사랑, 감사해, 고마움,공주님,외적 아름다움 |
| 7월  | 수련                 | 즐거움, 변덕, 달콤함                      |
| 8월  | 글라디올러스         | 도덕적,고결함                             |
| 9월  | 나팔꽃/아스타        | 우미함, 사랑, 매력                        |
| 10월 | 금송화/금잔화        | 기품, 보호, 위안, 치유, 사랑스러움        |
| 11월 | 국화/작약            | 쾌활함, 우정, 풍요                        |
| 12월 | 수선화               | 상냥(다정)함, 자부심, 허영심,자신감       |

### 월별 설명
아래에 언급되는 건 특정한 달의 꽃과 관련된 특별한 의미들이다. 꽃말은 18세기 초 터키 대사를 남편으로 둔 메리 워틀리 몬태규가 영국에 도입했다.
1월 : 북반구 북쪽에서 1월은 춥고 우울한 달이지만, 춥지 않은 지역에서는 시원한 날씨에 많은 꽃이 피는데 카네이션이 그중 하나다. 1월과 관련된 꽃은 카네이션이며, 사랑, 매력과 특별함을 상징한다고 한다. 패랭이꽃으로도 부르는 카네이션은 분홍색에서 붉은 보라색까지 다양한 색상이 나온다.
2월 : 밸런타인데이는 빨간 장미와 관련 있으나 2월의 꽃은 제비꽃이다. 신실함, 겸손, 순결을 상징한다. 빅토리아 시대의 제비꽃 선물은 '나는 항상 진실할 것이다'라는 메시지를 전달했다. 꽃은 푸른색, 자주색, 노란색과 크림색으로 발견된다. 식물에 대한 더 오래된 영어 이름은 "마음의 평화 (heartease)"라고 기억해야 한다.
3월 : 북반구에서 3월은 봄의 시작이다. 따라서, 이 달과 관련된 꽃은 수선화와 노랑 수선화가 있다. 개화시 색깔은 백색, 황색이나 주황색을 포함한다. 이 꽃으로 만든 선물은 우정과 행복의 숨겨진 의미를 전한다.
4월 : 4월에는 부드러운 색채와 2가지 색으로 넓은 곳에 피는 스위트 피가 있다. 즐거움이나 작별을 상징한다. 빅토리아 시대에는 이 꽃을 꽃다발로 만들어 다른 사람에게 감사함을 전했다.
5월 : 5월은 은방울꽃과 관련이 있다. 일반적으로 흰색이다. 꽃말은 달콤함과 겸손을 의미한다. 빅토리아 시대에는 '당신은 내 인생을 완전하게 만들었습니다'라는 낭만적인 메시지로 전했다.
6월 : 장미는 6월의 꽃이다. 장미는 여러 가지 색으로 대표적으로 빨강에서 분홍색, 흰색에서 노랑이 있지만 꽃이 전달하는 기본 메시지는 사랑과 열정 등을 의미한다.
7월 : 제비고깔 (미나리아재비)은 7월의 꽃이다. 단순한 형태로 열린 마음과 열정적인 애착에서 기인한다.
8월 : 8월의 꽃은 글라디올러스이다. 그것은 빨강, 분홍색, 흰색, 노란색 및 주황 같은 다양한 색상으로 꽃이 핀다. 성실함과 의지의 힘을 상징한다.
9월 : 아스타는 9월의 꽃이다. 분홍, 빨강, 흰색, 라일락색 , 자줏빛의 여러 색상이 있다. 별처럼 보이는 꽃의 이름은 헬라어로 'star'라는 단어에서 파생되었다. 꽃은 사랑, 신앙, 지혜와 색상을 상징한다.
10월 : 금잔화 또는 금송화는 10월과 관련된 꽃이다. 힌두인들에게 10월은 두세라, 디왈리, 금잔화와 같은 축제와 연관되어 있는데, 비교적 최근에 신대륙에서 유입된 꽃이기는 하지만, 상서로운 꽃으로서 종교의식의 일부분으로 사용되고 있다. 그러나 영국 문화에서 금잔화는 슬픔과 동정을 의미하는데, 아마도 멕시코의 전통에서 죽음과 원래의 상징적인 연관성의 파생물일 것이다. 죽은 자의 날과 마찬가지로 유럽의 백합과 평행을 이룬다.
11월 : 쾌활함과 사랑을 나타내는 국화는 11월과 관련이 있다. 풍수에 따르면 국화는 집안에 행복과 웃음을 가져다준다.
12월 : 포인세티아는 일반적으로 크리스마스와 관련이 있다. 고대 아즈텍인들에게는 순결의 상징으로 여겨지는 반면, 현대의 꽃말에서 빨강, 흰색, 분홍색 포인세티아는 12월 탄생화로서 기쁨과 성공을 상징하며 환희와 축하를 가져다준다고 한다.

## 같이 보기
- 꽃말
- 식물 상징주의
- 하나코토바
- 탄생석